# Stanwellia puna
Stanwellia puna är en spindelart som först beskrevs av Forster 1968.  Stanwellia puna ingår i släktet Stanwellia och familjen Nemesiidae. Inga underarter finns listade i Catalogue of Life.